# Élections législatives de 1906 dans les Basses-Alpes
 (signalé en août 2025).
Si vous disposez d'ouvrages ou d'articles de référence ou si vous connaissez des sites web de qualité traitant du thème abordé ici, merci de compléter l'article en donnant les références utiles à sa vérifiabilité et en les liant à la section « Notes et références ».
- Archive Wikiwix
- Bing
- Cairn
- DuckDuckGo
- E. Universalis
- Gallica
- Google
- G. Books
- G. News
- G. Scholar
- Persée
- Qwant
- (zh) Baidu
- (ru) Yandex
- (wd) trouver des œuvres sur Wikidata

Les élections législatives dans les Basses-Alpes, ancien nom des Alpes-de-Haute-Provence jusqu'en 1970, ont lieu les dimanches 6 mai 1906 et 20 mai 1906.
Elles ont pour but d'élire les 5 députés représentant le département à la Chambre des députés pour un mandat de quatre années.

## Mode de scrutin
L'élection se fait au scrutin d'arrondissement, soit un mode uninominal majoritaire à deux tours.
La circonscription pour l'élection est l'arrondissement.
Le scrutin est individuel, chaque arrondissement élisant un député.
Les arrondissements qui ont plus de cent mille habitants sont divisés. Dans ce cas on élit un député par circonscription électorale.
L'article 18 précise qu'il faut réunir pour être élu au premier tour :
1. La majorité absolue des suffrages exprimés ;
2. Un nombre de suffrages égal au quart des électeurs inscrits.

Au deuxième tour la majorité relative suffit. En cas d'égalité c'est le plus âgé qui est élu.

## Résultats par arrondissement

### Arrondissement de Barcelonnette
Il regroupe tous les cantons de l'arrondissement, au nord-est du département.
| Candidats      | Candidats                   | Étiquette       | Premier tour | Premier tour |
| Candidats      | Candidats                   | Étiquette       | Voix         | %            |
| -------------- | --------------------------- | --------------- | ------------ | ------------ |
|                | Camille Guyot de Villeneuve | Action libérale | 1 747        | 58,25        |
|                | Paul Delombre *             | Rép G           | 1 036        | 34,55        |
|                | Dr Queirel                  | Rad-soc         | 139          | 4,64         |
|                | Allard                      |                 | 71           | 2,37         |
|                |                             |                 |              |              |
| Inscrits       | Inscrits                    | Inscrits        | 3 440        | 100,00       |
| Votants        | Votants                     | Votants         | 3 016        | 87,67        |
| Blancs et nuls | Blancs et nuls              | Blancs et nuls  | 17           | 0,56         |
| Exprimés       | Exprimés                    | Exprimés        | 2 999        | 99,44        |

*sortant

### Arrondissement de Castellane
Il regroupe tous les cantons de l'arrondissement, au sud-est du département.
| Candidats      | Candidats            | Étiquette       | Premier tour | Premier tour |
| Candidats      | Candidats            | Étiquette       | Voix         | %            |
| -------------- | -------------------- | --------------- | ------------ | ------------ |
|                | Boni de Castellane * | Action libérale | 2 171        | 51,16        |
|                | Escande              | Rad ind         | 2 060        | 48,54        |
|                |                      |                 |              |              |
| Inscrits       | Inscrits             | Inscrits        | 5 240        | 100,00       |
| Votants        | Votants              | Votants         | 4 326        | 82,56        |
| Blancs et nuls | Blancs et nuls       | Blancs et nuls  | 82           | 1,90         |
| Exprimés       | Exprimés             | Exprimés        | 4 244        | 98,10        |

*sortant

### Arrondissement de Digne-les-Bains
Regroupe tous les cantons de l'arrondissement, au centre du département.

 Charles Fruchier (Action libérale), député sortant, ne se représente pas.

 Henri Maret est député sortant du Cher.
| Candidats      | Candidats      | Étiquette      | Premier tour | Premier tour | Ballotage | Ballotage |
| Candidats      | Candidats      | Étiquette      | Voix         | %            | Voix      | %         |
| -------------- | -------------- | -------------- | ------------ | ------------ | --------- | --------- |
|                | Joseph Reinach | Progressiste   | 3 988        | 44,22        | 5 303     | 53,33     |
|                | Henri Maret    | Rad ind        | 3 109        | 34,48        | 4 619     | 46,45     |
|                | Jean Malon     | Rad-soc        | 1 664        | 18,45        | 10        | 0,10      |
|                | Richaud        | Rad-soc        | 1 150        | 12,75        | 4         | 0,04      |
|                |                |                |              |              |           |           |
| Inscrits       | Inscrits       | Inscrits       | 12 689       | 100,00       | 12 689    | 100,00    |
| Votants        | Votants        | Votants        | 9 117        | 71,85        | 10 220    | 80,54     |
| Blancs et nuls | Blancs et nuls | Blancs et nuls | 99           | 1,09         | 276       | 2,70      |
| Exprimés       | Exprimés       | Exprimés       | 9 018        | 98,91        | 9 944     | 97,30     |

*sortant

### Arrondissement de Forcalquier
Regroupe tous les cantons de l'arrondissement, à l'ouest du département.
| Candidats      | Candidats         | Étiquette      | Premier tour | Premier tour |
| Candidats      | Candidats         | Étiquette      | Voix         | %            |
| -------------- | ----------------- | -------------- | ------------ | ------------ |
|                | François Isoard * | Soc ind        | 3 785        | 50,45        |
|                | Louis Andrieux    | Nationaliste   | 3 165        | 42,19        |
|                | Martinet          |                | 539          | 7,19         |
|                | Esmieu            |                | 5            | 0,07         |
|                |                   |                |              |              |
| Inscrits       | Inscrits          | Inscrits       | 9 747        | 100,00       |
| Votants        | Votants           | Votants        | 7 706        | 79,06        |
| Blancs et nuls | Blancs et nuls    | Blancs et nuls | 212          | 2,75         |
| Exprimés       | Exprimés          | Exprimés       | 7 502        | 97,25        |

*sortant

### Arrondissement de Sisteron
Regroupe tous les cantons de l'arrondissement, au nord-ouest du département.

Le député sortant, Gustave-Adolphe Hubbard (Rad-soc), se présente en Seine-et-Oise.
|                | Antony Joly    | Soc ind        | 1 331 | 29,93  | 1 734 | 36,82  |  |  |  |
|                | Machemin       | Rad ind        | 1 203 | 27,05  | 1 728 | 36,70  |  |  |  |
|                | Yves Guyot     | Rad ind        | 963   | 21,66  | 574   | 12,19  |  |  |  |
|                | Massot         | Rép G          | 947   | 21,30  | 675   | 14,33  |  |  |  |
|                | Barès          |                | 1     | 0,02   |       |        |  |  |  |
| Inscrits       | Inscrits       | Inscrits       | 5 978 | 100,00 | 5 973 | 100,00 |  |  |  |
| Votants        | Votants        | Votants        | 4 519 | 75,59  | 4 761 | 79,71  |  |  |  |
| Blancs et nuls | Blancs et nuls | Blancs et nuls | 72    | 1,59   | 52    | 1,09   |  |  |  |
| Exprimés       | Exprimés       | Exprimés       | 4 447 | 98,41  | 4 709 | 98,91  |  |  |  |

*sortant